# Angustassiminea
Angustassiminea is een geslacht van weekdieren uit de klasse van de Gastropoda (slakken).

## Soorten
- Angustassiminea andrewsiana (E. A. Smith, 1900)
- Angustassiminea californica (Tryon, 1865)
- Angustassiminea castanea (Westerlund, 1883)
- Angustassiminea infima (S. S. Berry, 1947)
- Angustassiminea kyushuensis S. & T. Habe, 1983
- Angustassiminea lucida (Pease, 1869)
- Angustassiminea nitida (Pease, 1865)
- Angustassiminea satsumana (Habe, 1942)
- Angustassiminea succinea (L. Pfeiffer, 1840)
- Angustassiminea vulgaris (Webster, 1905)

Niet geaccepteerde soort:
- Angustassiminea yoshidayukioi (Kuroda, 1959) → Assiminea yoshidayukioi Kuroda, 1959